# Rolling d'Héripré
Rolling d'Héripré, född 11 september 2005, är en fransk varmblodig travhäst som tränades av Fabrice Souloy och kördes oftast av Jean-Michel Bazire.
Han tävlade mellan åren 2008 till 2013 och inledde med fyra raka segrar. Under sin karriär sprang han in 791 100 euro på 39 starter, varav 9 segrar, 4 andraplatser och 3 tredjeplatser. Karriärens största seger kom i Critérium des 4 ans (2009).
Rolling d'Héripré har även segrat i Prix de Sélection (2009), Critérium Continental (2009), Prix de Croix (2010) och Prix de La Marne (2012) och kommit på andraplats i Prix Albert-Viel (2008), Critérium des 3 ans (2008), Prix Octave Douesnel (2009), Grand Prix Anjou-Maine (2011) och på tredjeplats i Prix Kalmia (2008), Prix Charles Tiercelin (2009) och Prix Éphrem Houel (2009).

## Statistik
| Statistik för Rolling d'Héripré (Ref.) | Statistik för Rolling d'Héripré (Ref.) | Statistik för Rolling d'Héripré (Ref.) | Statistik för Rolling d'Héripré (Ref.) | Statistik för Rolling d'Héripré (Ref.) | Statistik för Rolling d'Héripré (Ref.) |
| -------------------------------------- | -------------------------------------- | -------------------------------------- | -------------------------------------- | -------------------------------------- | -------------------------------------- |
| Starter                                | Placeringar                            | Startprissumma                         | Segerprocent                           | Platsprocent                           | Rekord                                 |
| 39                                     | 9-4-3                                  | 791 100 euro                           | 23 %                                   | 41 %                                   | 1.10,4ak,                              |

### Större segrar
| År   | Lopp                  | Kusk               | Vinstbelopp | Grupp   |
| ---- | --------------------- | ------------------ | ----------- | ------- |
| 2009 | Prix de Sélection     | Jean-Michel Bazire | 120 000 EUR | Grupp 1 |
| 2009 | Critérium des 4 ans   | Christophe Martens | 120 000 EUR | Grupp 1 |
| 2009 | Critérium Continental | Jean-Michel Bazire | 120 000 EUR | Grupp 1 |
| 2010 | Prix de Croix         | Jean-Michel Bazire | 54 000 EUR  | Grupp 2 |
| 2012 | Prix de La Marne      | Matthieu Abrivard  | 55 000 EUR  | Grupp 3 |